# Baratha peena
Baratha peena е вид ракообразно от семейство Gecarcinucidae.

## Разпространение
Видът е разпространен в Индия (Керала).